# Мир по Гарпу
«Мир по Гарпу» (англ. The World According to Garp) — кинофильм, снятый по одноименному роману Джона Ирвинга.

## Сюжет
История жизни Т. С. Гарпа, внебрачного сына Дженни Филдс — решительной женщины, феминистки по призванию. Через годы детских фантазий и необычных происшествий Гарп вырастает в известного писателя со странной и в то же время обычной судьбой.

## В ролях
- Робин Уильямс — Т. С. Гарп
- Мэри Бет Хёрт — Хелен Хольм
- Гленн Клоуз — Дженни Филдс
- Джон Литгоу — Роберта Малдун
- Хьюм Кронин — мистер Филдс
- Джессика Тэнди — миссис Филдс
- Свуси Кёрц — проститутка
- Питер Майкл Гётц — Джон Вулф
- Марк Соупер — Майкл Милтон
- Аманда Пламмер — Эллен Джеймс
- Дженни Райт — Куши

Во время начальных и финальных титров играет песня группы The Beatles «When I’m Sixty-Four».